# Dustin Hogue
Dustin Vidal Morgan Hogue (Yonkers, 30 giugno 1992) è un cestista statunitense.

## Caratteristiche tecniche
È definito "pivot bonsai" poiché, pur potendo ricoprire anche il ruolo di ala grande, gioca spesso nel ruolo di centro, perché grazie alla sua fisicità, alla sua verticalità e al suo atletismo, lo porta ad essere un giocatore non facile da marcare per i lunghi avversari. In Grecia gli hanno attribuito il soprannome di The Hines-like, per via di alcune sue caratteristiche simili a Kyle Hines. Garantisce inoltre un buon apporto a rimbalzo, ma non è eccellente ai tiri liberi dato che spesso supera di poco il 50%. Ha inoltre un ottimo palleggio in 1 vs 1 e un buon gioco in post basso.

## Carriera

### High school
A livello liceale, Hogue gioca a pallacanestro alla Lincoln High School a Yonkers, nello Stato di New York. Ha raggiunto la posizione 208 nel ranking dei giocatori dello Stato di New York.

### College

#### Indian Hills CC
Hogue, finita la high school, sceglie di giocare al college per l'Indian Hills Community College. Da sophomore, realizza 12,9 punti di media e 5,4 rimbalzi in 25 partite giocate, con il 49,4% dal campo. Viene nominato nel Second-Team-All-Region-XI. La squadra realizza un record di 24 vinte e 1 persa nelle sue 25 apparizioni. Da freshman realizza 10,6 punti di media e 5,7 rimbalzi. Indian Hills nel 2012 finisce settima al torneo nazionale Division I della NJCAA (National Junior College Athletic Association).

#### Iowa State
Nell'anno da junior si trasferisce da Indiana Hills ad Iowa State University. In questa prima stagione gioca, partendo sempre in quintetto base, tutte le 36 partite giocate, realizzando 11,6 punti di media e 8,4 rimbalzi, e piazzandosi al secondo posto in quest'ultima categoria fra le Big 12. Le percentuali di Hogue dal campo sono pari a 57,3%, compreso un 34,4% da oltre la linea da tre. Viene nominato nel team regionale All-East del torneo NCAA, dopo aver realizzato il suo career high di 34 punti nella partita contro Connecticut nella Sweet 16. Mette a referto la sua prima doppia doppia contro la squadra numero 7 del ranking, Michigan, realizzando 12 punti e strappando 10 rimbalzi. Nella stagione 2014-15 i suoi numeri scendono a 9,3 punti di media e 4,9 rimbalzi, anche perché gioca mediamente quattro minuti in meno a partita. Migliora tuttavia le sue percentuali nel tiro dalla lunga distanza che passa dal 34% al 47%. Va in doppia cifra 16 volte in questa stagione, arrivando ad un totale di 37 volte nella carriera al college.

### Professionista in Europa

#### Nea Kifissia
Dichiaratosi eleggibile per il Draft NBA 2015 senza però essere scelto, Hogue firmò, per la stagione 2015-2016, con i greci del Neas Kīfisias, militanti nella massima divisione del campionato greco di pallacanestro. In questa stagione realizza 12,5 punti di media, 8,1 rimbalzi, 1,4 assist e 0,9 palle rubate in 28 partite giocate con il Kifissia. Hogue si impone come il miglior rimbalzista dell'intera regular season del campionato di A1 Ethniki 2015-2016. Lungo la stagione va in doppia cifra 20 volte, segnando anche 11 doppie doppie, tutte in punti e rimbalzi.

#### Trento e le finali scudetto
Il 29 giugno 2016 Hogue firma un contratto annuale con la Dolomiti Energia Trentino.

 In 44 partite tra regular season e play-off è il giocatore di Trento sia con più punti totali che con più rimbalzi totali all'attivo, risultando una delle pedine più importanti di una squadra che ai play-off elimina prima la Dinamo Sassari e poi l'Olimpia Milano, fino ad arrivare alle prime finali scudetto nella storia del club poi perse in sei partite contro Venezia.
Nell'agosto 2017 viene presentato dai turchi del Pınar Karşıyaka, con cui però non può debuttare a causa di una disputa aperta dai sudcoreani Goyang Orion Orions che quell'estate avevano scelto Hogue al draft della Korean Basketball League e che per liberare il giocatore chiedevano un indennizzo. La decisione da parte della FIBA di dare ragione al club asiatico fa successivamente sfumare anche il suo passaggio all'Orlandina Basket. A metà dicembre Hogue torna ad essere un giocatore di Trento a fronte del pagamento del buyout richiesto dai coreani. Arriva per sostituire il connazionale Chane Behanan, e con un apporto personale di 9,9 punti e 7,0 rimbalzi di media aiuta nuovamente il club trentino a raggiungere una nuova finale scudetto, in cui questa volta i bianconeri cedono all'Olimpia Milano in sei gare.
Rimasto a Trento anche per la stagione 2018-2019, totalizza 10,7 punti e 7,0 rimbalzi di media tra campionato e play-off, anche se in questo caso la corsa dei trentini si interrompe ai quarti di finale. Nel frattempo Hogue diventa il miglior rimbalzista nella storia del club in Serie A: il 27 gennaio 2019, infatti, catturando sette rimbalzi contro Cantù, sale a quota 632 complessivi e supera così il precedente record di Dominique Sutton di 629.

#### Russia, Romania, Ucraina e Grecia
Nel luglio 2019 si accorda con i russi dell'Enisey Krasnojarsk. Dopo un campionato da 11,6 punti e 6,9 rimbalzi di media, viene confermato anche per una seconda stagione, nella quale confeziona 12,0 punti e 7,6 rimbalzi in campionato.
La stagione 2021-2022 la disputa invece in Romania, con i colori dell'U-BT Cluj Napoca.
Nel 2022-2023 comincia l'annata tra le file del club ucraino del Prometej (eccezionalmente militante però nella lega lettone-estone a causa dell'offensiva militare russa in Ucraina), ma nel gennaio 2023 va a rinforzare il settore lunghi dei greci del Promitheas.

#### Ritorno in Italia
Hogue torna in Italia per il campionato 2023-2024 con l'ingaggio da parte della Real Sebastiani Rieti, società militante in Serie A2 fondata pochi anni prima per raccogliere l'eredità sportiva della storica Sebastiani. In 32 presenze tra prima fase e fase a orologio ha viaggiato a 12,5 punti e 6,2 rimbalzi di media. I suoi play-off sono tuttavia terminati anzitempo per via di una disinserzione completa del tendine del tricipite brachiale del braccio sinistro rimediata durante gara 3 del quarto di finale vinto contro Rimini. Rieti è poi uscita 0-3 nella serie di semifinale contro la Fortitudo Bologna.
Ripresosi dall'infortunio, il 2 dicembre 2024 Hogue viene ingaggiato dalla Pallacanestro Cantù in Serie A2, campionato che permetteva di schierare a referto un massimo di due atleti extracomunitari. Questo tesseramento avviene grazie al cambio di status dell'italo-americano Grant Basile, diventato a tutti gli effetti un atleta di formazione italiana proprio qualche giorno prima a stagione in corso in virtù del suo esordio nella nazionale maggiore italiana, liberando così un posto da extracomunitario per Hogue.

## Palmares
- Coppa Italia LNP: 1

Pallacanestro Cantù: 2025

## Vita privata
Dustin è figlio di Douglas e Alicia Hogue. Suo fratello Doug ha giocato in NFL come linebacker per i Detroit Lions, i Carolina Panthers e, seppur solo in pre-stagione, con i Winnipeg Blue Bombers.

## Statistiche

### College
| Anno      | Squadra           | PG | PT | MP   | TC%  | 3P%  | TL%  | RP  | AP  | PRP | SP  | PP   |
| --------- | ----------------- | -- | -- | ---- | ---- | ---- | ---- | --- | --- | --- | --- | ---- |
| 2013-2014 | Iowa St. Cyclones | 36 | 36 | 29,9 | 57,3 | 34,4 | 66,4 | 8,4 | 1,0 | 0,8 | 0,6 | 11,6 |
| 2014-2015 | Iowa St. Cyclones | 34 | 34 | 26,2 | 55,7 | 43,1 | 55,0 | 4,9 | 1,1 | 0,7 | 0,3 | 9,3  |
| Carriera  | Carriera          | 70 | 70 | 28,1 | 56,6 | 38,8 | 61,7 | 6,7 | 1,1 | 0,7 | 0,4 | 10,5 |

### Eurocup
| Anno      | Squadra       | PG | PT | MP   | TC%  | 3P%  | TL%  | RP  | AP  | PRP | SP  | PP   |
| --------- | ------------- | -- | -- | ---- | ---- | ---- | ---- | --- | --- | --- | --- | ---- |
| 2017-2018 | Aquila Trento | 8  | 3  | 24,4 | 65,5 | -    | 62,8 | 5,2 | 1,0 | 1,2 | 0,2 | 12,4 |
| 2018-2019 | Aquila Trento | 9  | 8  | 25,4 | 54,4 | 0,0  | 60,5 | 6,9 | 1,3 | 1,3 | 0,0 | 12,1 |
| 2022-2023 | Prometej      | 11 | 9  | 19,2 | 73,5 | 100  | 56,8 | 4,1 | 0,5 | 1,2 | 0,0 | 6,9  |
| 2022-2023 | Promitheas    | 9  | 2  | 15,5 | 50,0 | 0,0  | 55,0 | 4,0 | 0,6 | 0,4 | 0,0 | 3,9  |
| Carriera  | Carriera      | 37 | 22 | 20,9 | 60,4 | 25,0 | 59,3 | 5,0 | 0,8 | 1,1 | 0,1 | 8,6  |